# Episodi di Hélène e i suoi amici (quarta stagione)
La quarta stagione della serie televisiva Hélène e i suoi amici è stata trasmessa in anteprima in Francia da TF1 tra il 5 luglio 1994 e il 22 novembre 1994 ad eccezione degli episodi 4x51-4x56, 4x102 e 4x103 che sono stati trasmessi successivamente.
| nº  | Titolo originale           | Titolo italiano | Prima TV Francia  | Prima TV Italia |
| --- | -------------------------- | --------------- | ----------------- | --------------- |
| 1   | Cambriolage                |                 | 5 luglio 1994     |                 |
| 2   | Lâcheté                    |                 | 6 luglio 1994     |                 |
| 3   | Courage                    |                 | 7 luglio 1994     |                 |
| 4   | Le club                    |                 | 8 luglio 1994     |                 |
| 5   | Une situation difficile    |                 | 11 luglio 1994    |                 |
| 6   | Une brassière à craquer    |                 | 12 luglio 1994    |                 |
| 7   | Baby boom                  |                 | 13 luglio 1994    |                 |
| 8   | La paella                  |                 | 14 luglio 1994    |                 |
| 9   | Lendemain difficile        |                 | 15 luglio 1994    |                 |
| 10  | Répétition ratée           |                 | 18 luglio 1994    |                 |
| 11  | Étincelles                 |                 | 19 luglio 1994    |                 |
| 12  | Dangers                    |                 | 20 luglio 1994    |                 |
| 13  | Les odieux                 |                 | 21 luglio 1994    |                 |
| 14  | Remerciements délicats     |                 | 22 luglio 1994    |                 |
| 15  | Retour en ville            |                 | 25 luglio 1994    |                 |
| 16  | Désordres                  |                 | 26 luglio 1994    |                 |
| 17  | Le copain                  |                 | 27 luglio 1994    |                 |
| 18  | Le grand jour              |                 | 28 luglio 1994    |                 |
| 19  | Encombrement               |                 | 29 luglio 1994    |                 |
| 20  | Relookage                  |                 | 1º agosto 1994    |                 |
| 21  | Le grand sommeil           |                 | 2 agosto 1994     |                 |
| 22  | Fin difficile              |                 | 3 agosto 1994     |                 |
| 23  | Surprise                   |                 | 4 agosto 1994     |                 |
| 24  | Carton rouge               |                 | 5 agosto 1994     |                 |
| 25  | De la suite dans les idées |                 | 8 agosto 1994     |                 |
| 26  | Déprime                    |                 | 9 agosto 1994     |                 |
| 27  | Rosy                       |                 | 10 agosto 1994    |                 |
| 28  | Concours                   |                 | 11 agosto 1994    |                 |
| 29  | Sauvetage                  |                 | 12 agosto 1994    |                 |
| 30  | La leçon de conduite       |                 | 15 agosto 1994    |                 |
| 31  | L'acceptation              |                 | 16 agosto 1994    |                 |
| 32  | Angoisse                   |                 | 17 agosto 1994    |                 |
| 33  | Zaza                       |                 | 18 agosto 1994    |                 |
| 34  | Un pari stupide            |                 | 19 agosto 1994    |                 |
| 35  | L'erreur                   |                 | 22 agosto 1994    |                 |
| 36  | Nouveau départ             |                 | 23 agosto 1994    |                 |
| 37  | Souvenirs                  |                 | 24 agosto 1994    |                 |
| 38  | Rapprochements             |                 | 25 agosto 1994    |                 |
| 39  | Embarras                   |                 | 26 agosto 1994    |                 |
| 40  | Précaution                 |                 | 29 agosto 1994    |                 |
| 41  | Le piège                   |                 | 30 agosto 1994    |                 |
| 42  | Enfermée                   |                 | 31 agosto 1994    |                 |
| 43  | Communion                  |                 | 1º settembre 1994 |                 |
| 44  | Rendez-vous secret         |                 | 2 settembre 1994  |                 |
| 45  | Le déclic                  |                 | 5 settembre 1994  |                 |
| 46  | Rattrapage                 |                 | 6 settembre 1994  |                 |
| 47  | Choc                       |                 | 7 settembre 1994  |                 |
| 48  | Un marché                  |                 | 8 settembre 1994  |                 |
| 49  | Nouveau compositeur        |                 | 9 settembre 1994  |                 |
| 50  | Amitiés                    |                 | 12 settembre 1994 |                 |
| 51  | Rivalités                  |                 |                   |                 |
| 52  | Séance difficile           |                 |                   |                 |
| 53  | La nuit la plus longue     |                 |                   |                 |
| 54  | Fin de l'ivresse           |                 |                   |                 |
| 55  | Détours dangereux          |                 |                   |                 |
| 56  | Carrefour                  |                 |                   |                 |
| 57  | Prise en main              |                 | 14 settembre 1994 |                 |
| 58  | Imprévus                   |                 | 16 settembre 1994 |                 |
| 59  | Présentation               |                 | 19 settembre 1994 |                 |
| 60  | Follement                  |                 | 20 settembre 1994 |                 |
| 61  | Une idée de génie          |                 | 21 settembre 1994 |                 |
| 62  | Photos                     |                 | 22 settembre 1994 |                 |
| 63  | Essai non concluant        |                 | 23 settembre 1994 |                 |
| 64  | Les soeurs ennemies        |                 | 26 settembre 1994 |                 |
| 65  | L'union fait la force      |                 | 28 settembre 1994 |                 |
| 66  | Préparatifs                |                 | 29 settembre 1994 |                 |
| 67  | Migrations                 |                 | 30 settembre 1994 |                 |
| 68  | Le grand soir              |                 | 3 ottobre 1994    |                 |
| 69  | Alibi dangereux            |                 | 4 ottobre 1994    |                 |
| 70  | Flagrant délit             |                 | 5 ottobre 1994    |                 |
| 71  | Vol original               |                 | 6 ottobre 1994    |                 |
| 72  | Brouille                   |                 | 7 ottobre 1994    |                 |
| 73  | Création                   |                 | 10 ottobre 1994   |                 |
| 74  | Patience                   |                 | 11 ottobre 1994   |                 |
| 75  | Le fait accompli           |                 | 12 ottobre 1994   |                 |
| 76  | Retour aux sources         |                 | 13 ottobre 1994   |                 |
| 77  | Passé compliqué            |                 | 14 ottobre 1994   |                 |
| 78  | La honte                   |                 | 17 ottobre 1994   |                 |
| 79  | Salé                       |                 | 18 ottobre 1994   |                 |
| 80  | La rédemption              |                 | 19 ottobre 1994   |                 |
| 81  | Renouveau                  |                 | 21 ottobre 1994   |                 |
| 82  | Drague folle               |                 | 24 ottobre 1994   |                 |
| 83  | Erreur de calcul           |                 | 25 ottobre 1994   |                 |
| 84  | Incursions                 |                 | 26 ottobre 1994   |                 |
| 85  | Mystérieux                 |                 | 27 ottobre 1994   |                 |
| 86  | La bague                   |                 | 28 ottobre 1994   |                 |
| 87  | Théâtral                   |                 | 31 ottobre 1994   |                 |
| 88  | Décision                   |                 | 2 novembre 1994   |                 |
| 89  | Progression                |                 | 3 novembre 1994   |                 |
| 90  | Une nuit dehors            |                 | 4 novembre 1994   |                 |
| 91  | Le gri-gri brésilien       |                 | 7 novembre 1994   |                 |
| 92  | Une fille qui a du chien   |                 | 8 novembre 1994   |                 |
| 93  | Détournement               |                 | 9 novembre 1994   |                 |
| 94  | Désertion                  |                 | 10 novembre 1994  |                 |
| 95  | Remplacement               |                 | 11 novembre 1994  |                 |
| 96  | Une fille chez les garçons |                 | 14 novembre 1994  |                 |
| 97  | Un nouveau garçon          |                 | 15 novembre 1994  |                 |
| 98  | Le déserteur               |                 | 17 novembre 1994  |                 |
| 99  | Le mauvais oeil            |                 | 18 novembre 1994  |                 |
| 100 | Supplique                  |                 | 21 novembre 1994  |                 |
| 101 | Démangeaisons              |                 | 22 novembre 1994  |                 |
| 102 | Calme toujours             |                 |                   |                 |
| 103 | Dénouement                 |                 |                   |                 |